# Базилика Святого Стефана в Иерусалиме
Базилика Святого Стефана в Иерусалиме — базилика, построенная византийской императрицей Евдокией на предполагаемом месте мученичества св. Стефана. Базилика была построена, возможно в несколько этапов, в 430—460-х гг. До нашего времени здание не сохранилось; останки церкви были обнаружены в ходе археологических раскопок в конце XIX века.
Время начала строительства базилики неизвестно. По предположению одного из исследователей, доминиканца Ф.-М. Абеля, инициатором строительства был иерусалимский патриарх Ювеналий, который во время посещения Константинополя в 431 г. мог заручиться финансовой поддержкой императрицы Евдокии. Как сообщает Иоанн Руф в «Житии Петра Ивера», написанном предположительно в конце V века, перенос останков св. Стефана из Сионской церкви, где они хранились со времени обретения мощей первомученика в 415 г., и освящение новой церкви (возможно, ещё недостроенной) состоялись 15 мая 439 (или 438) года, во время посещения императрицей Иерусалима. Проводил церемонию приглашённый Евдокией в Иерусалим александрийский патриарх Кирилл. Часть находившихся в Сионской церкви останков святого была перенесена в новую базилику, а часть реликвий Евдокия увезла в 439 г. в Константинополь. Через несколько лет, попавшая в опалу императрица вернулась в Иерусалим, где и прожила до своей кончины в 460 г. В 455 г. она возобновила строительство базилики Святого Стефана, возможно закончив или расширив здание. Освящение обновлённой постройки состоялось в июне 460 г., и в этом же году Евдокия была похоронена в гробнице, выстроенной по её приказанию рядом с базиликой. Вокруг базилики был сооружён монастырь с множеством зданий, первый настоятель которого, Гавриил, был назначен Евдокией.
По словам Иоанна Руфа, базилика была построена на месте мученичества св. Стефана за северными (то есть, по всей видимости, Дамасскими) воротами Иерусалима. Его сообщение согласуется с рассказами паломников: Антонина из Плаценции (Путник, 25; ок. 570 г.) и Феодосия (Описание Святой Земли, 46; начало VI века), упоминающих о базилике Евдокии, а также с «Церковной историей» Евагрия Схоластика (1:22).
В 614 г. базилика и монастырь были разрушены персами. На территории атрия разрушенной церкви была построена небольшая часовня, со временем ставшая лепрозорием. В 1099 г. крестоносцы восстановили базилику. Но уже в 1187 г. церковь, могшая при осаде Иерусалима стать одним из опорных пунктов Саладина, была вновь разрушена самими крестоносцами. Незадолго до этого, около 1172 г., восстановленную базилику посетил паломник Теодерик из Вюрцбурга. По его словам, церковь находилась не доходя северных ворот города и посредине неё, на месте мученичества св. Стефана, был установлен окружённый железной решёткой алтарь.
В настоящее время на месте базилики находится церковь Святого Стефана доминиканского монастыря, в котором расположена французская Библейская и археологическая школа в Иерусалиме (École biblique et archéologique française de Jérusalem). Развалины базилики были обнаружены в конце XIX века и исследованы профессорами этой школы, в частности, её основателем М.-Ж. Лагранжем. Среди останков первоначальной базилики: огромный сводчатый резервуар для воды под атрием, соединённый с колодцем, вокруг которого сохранилась облицовка V века. В самой церкви сохранились фрагменты византийского мозаичного пола с геометрическим узором. Сохранилось и одно из византийских надгробий в северном портике церкви.
Открытие останков базилики привело в начале XX века к полемике о том, был ли Стефан на самом деле побит камнями на том самом месте, где позже была выстроена базилика. Утверждение открывших базилику доминиканцев о том, что строители церкви построили её на истинном месте мученичества, было оспорено другими исследователями, в том числе францисканцами и православными, что внесло в спор оттенок межорденского и межконфессионального соперничества. В качестве возможных мест мученичества назывались гора Сион, Масличная гора и долина Иосафата. Единой точки зрения на этот вопрос достигнуто не было.